# Vilmos Aba-Novák

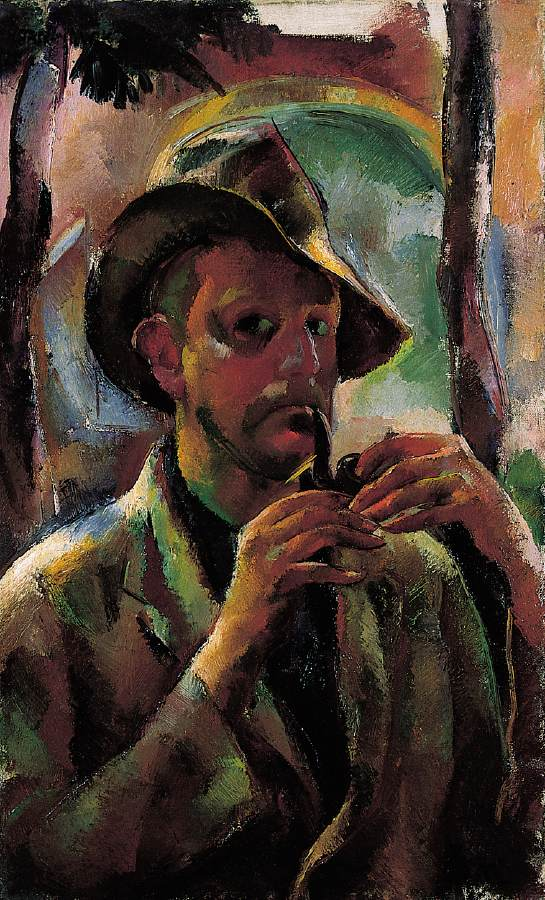
Vilmos Aba-Novák: zelfportret, 1926

Vilmos Aba-Novák (Boedapest, 15 maart 1894 - aldaar, 29 september 1941) was een Hongaars kunstschilder en graficus. Hij wordt gerekend tot het realisme, maar met sterke invloeden van het expressionisme.

## Leven en werk
Vilmos Aba-Novák studeerde van 1912 tot 1914 aan de Hogeschool voor Beeldende Kunsten in Boedapest. Van 1921 tot 1923 werkte hij in de door schilders uit München opgerichte kunstenaarskolonie in het Roemeense Nagybánya. Deze groep werkte 'en plein air', in een realistische, naturalistische stijl. Doel was het creëren van een nieuwe artistieke esthetiek waarin het gevoel van het volk werd weerspiegeld.
Van 1928 tot 1930 verbleef Aba-Novák dankzij een studiebeurs in Rome. In de periode van 1930 tot 1938 schilderde hij vervolgens zijn meest geprezen werken. Deels onder invloed van het expressionisme ontwikkelde hij een unieke stijl op basis van een combinatie van naturalistische details, semi-kubistische rangschikking en energieke actie. Hij schilderde vooral landschappen, genrewerken, maar ook portretten. Hij had een sterke voorliefde voor markten, bazaars en de bedrijvigheid van het boerenleven. Zijn realistische benadering, met expressieve, moderne hand vormgegeven, is typerend voor de Hongaarse en Roemeense schilderkunst uit die periode.
Aba-Novák maakte ook veel fresco's, veelal in opdracht van de katholieke kerk. In 1937 had hij veel succes met de expositie van zijn werk op de Wereldtentoonstelling van 1937 te Parijs. In 1939 werd hij docent aan de Hogeschool voor Beeldende Kunsten. Hij overleed in 1941, op 47-jarige leeftijd. Veel van zijn werk bevindt zich momenteel in het Museum voor Schone Kunsten te Boedapest.
| - Vilmos Aba-Novák - Naakten (1921) - Portret van József Hanák (1922) - Zugliget scène (ca. 1925) - Thee in de zomertuin (1926) - In de tuin van een villa in Zugliget (1926) - De Italiaanse stad (1929) - Laura (1929) - Hippodrome (ca. 1930) - Blinde muzikanten (1932) - Markt in Szolnok (1935) |